# Jean-François Calvo
Jean-François Calvo, né le 9 juillet 1949 à Lézignan-Corbières, est un homme politique français.

## Biographie
Professeur de philosophie certifié. Il se lance ensuite dans la politique.
Il démissionne de l'UMP pour rejoindre l'UDF après ne pas avoir été désigné tête de liste départementale pour les élections régionales de 2004.
Il soutient la candidature de Gérard Trémège aux élections législatives de 2012, pour lequel il intervient lors de son meeting du palais des congrès de Lourdes, le 14 juin 2012.

## Mandats électifs
- Député de la deuxième circonscription des Hautes-Pyrénées (1993-1997)
- Conseiller général du canton de Tarbes-4 (1994-2008)
- Conseiller municipal de Tarbes